# Championnat de France masculin de kin-ball

## Équipes engagées
- Kin-ball Association Rennes (4 équipes)
  - Rennes VB(anciennement Rennes 1 ou Rennes Cleunay)
  - Kin-ball 2 Rennes (anciennement Rennes 2)
  - Rennes 3
  - Rennes 4
- SCO Kin-ball Angers (3 équipes)
  - Angers 1
  - Angers 2
  - Angers 3
- Les Ponts de Cé Kin-ball (anciennement Avenir A Kin-ball)  (2 équipes)
  - Les Ponts de Cé 1
  - Les Ponts de Cé 2
- Nantes Atlantique Kin-ball Club  (5 équipes)
  - Les Eléphants d'Afrique (Nantes 1)
  - Les Pachydermes (Nantes 2)
  - Les Eléphunks (Nantes 3)
  - Les All Nakcs (Nantes 4)
  - Les Babaracudas (Nantes 5)
- Saint Brieuc
- Couhé
- Campbon Loire et Sillon Olympique Kin-ball Club (CLOKC)
- Le Mans
- Villeneuve d'Ascq
- Questembert (Berric)

## Palmarès
- 2011-2012 Rennes 1[1]
- 2010-2011 Rennes 1[2]
- 2009-2010 Quintin 1
- 2008-2009 Angers 1
- 2007-2008 Angers 2
- 2006-2007 Angers 1
- 2005-2006 Angers 1

## Classements des dernières saisons
- Depuis la saison 2012/2013, trois divisions:

| Club                         | 10/11 | 11/12 | 12/13 |
| Rennes VB (Rennes 1)         | 1     | 1     | 1     |
| Les Ponts de Cé 1            | 3     | 2     |       |
| Angers 1                     | 2     | 3     |       |
| Kin-ball 2 Rennes (Rennes 2) | 5     | 4     |       |
| Nantes 1                     | D2    | 5     |       |
| Saint Brieuc                 | -     | 6     | D3    |
| Angers 2                     | D2    | 7     | D2    |
| Quintin 1                    | 4     | -     | -     |
| Angers 3                     | 6     | D2    | D2    |

| Club              | 10/11 | 11/12 | 12/13 |
| Les Ponts de Cé 2 | 1     | 1     | D1    |
| Nantes 3          | 7     | 2     | D3    |
| Angers 3          | D1    | 3     | 4     |
| Couhé             | -     | 4     | 5     |
| Rennes 3          | 6     | 5     | 2     |
| Nantes 4          | -     | 6     | D3    |
| Nantes 2          | 4     | 7     | D3    |
| Vannes            | -     | 8     | 6     |
| Rennes 4          | -     | 9     | D3    |
| Angers 2          | 2     | D1    | 1     |
| Nantes 1          | 3     | D1    | D1    |
| Ponts de Cé 3     | 5     | -     | -     |
| Campbon           | -     | -     | 3     |

| Club              | 12/13 |
| Villeneuve-d'Ascq | 1     |
| Nantes 3          | ?     |
| Nantes 4          | ?     |
| Nantes 5          | ?     |
| Saint Brieuc      | ?     |
| Rennes 4          | ?     |
| Le Mans           | ?     |
| Berric            | ?     |

- Jusqu'à la saison 2009/2010, une seule division

| Club                                     | 05/06 | 06/07 | 07/08 | 08/09 | 09/10 |
| Angers 1                                 | 1     | 1     | 2     | 1     | 4     |
| Rennes Volga (Rennes 1)                  | 2     | 2     | 4     | 7     | 3     |
| Angers 2                                 | 3     | 3     | 1     | 2     | 10    |
| Kin-Ball 2 Rennes (Rennes 2)             | 7     | 4     | 3     | 4     | 7     |
| Association Kin-ball Armor - Montcontour | 4     | 5     | 6     | 5     | 8     |
| Quintin 1                                | 5     | 6     | 5     | 6     | 1     |
| Quintin 2                                | 6     | -     | -     | 9     | 9     |
| Angers 3 (Angers Justice)                | -     | -     | 7     | 3     | 2     |
| Rennes étudiant kin-ball(REK)            | -     | -     | 8     | 8     | -     |
| Bulots de Rennes                         | -     | -     | -     | -     | 5     |
| Avenir A Kin-ball                        | -     | -     | -     | -     | 6     |
| Landeronde                               | -     | -     | -     | -     | 11    |

## référence
1. ↑  « Fédération Kin-Ball France », sur kin-ball.fr (consulté le 27 septembre 2020).
2. ↑  « Fédération Kin-Ball France », sur kin-ball.fr (consulté le 27 septembre 2020).